# ドミニク・ダ・シルヴァ
ドミニク・ダ・シルヴァ（阿: دومينيك دا سيلفا、Dominique Da Silva、1989年8月16日 - ）は、モーリタニア出身のサッカー選手。ポジションはFW。Vリーグのホーチミン・シティFCに所属している。ギニアビサウにルーツを持つ。

## 経歴
2007年よりモーリタニア代表に選ばれている。また、2008年のモロッコ戦で初ゴールを挙げた。